# STS-80
STS-80 foi uma missão da NASA realizada pelo ônibus espacial Columbia, entre  19 de Novembro e 7 de dezembro de 1996 e que foi a mais longa da história do programa do ônibus espacial.

## Tripulação
| Posição                  | Astronauta       |
| ------------------------ | ---------------- |
| Comandante               | Kenneth Cockrell |
| Piloto                   | Kent Rominger    |
| Especialista de missão 1 | Story Musgrave   |
| Especialista de missão 2 | Tamara Jernigan  |
| Especialista de missão 3 | Thomas Jones     |

## Hora de acordar
No que se tornou uma tradição nas missões espaciais, é tocada uma música no começo de cada dia, escolhida especialmente por terem uma ligação com algum tripulante ou mesmo com a situação de momento.
| Dia    | música                                 | Artista/Compositor |
| ------ | -------------------------------------- | ------------------ |
| Dia 2  | "I Can See For Miles"                  | The Who            |
| Dia 3  | "Theme From Fireball XL5"              | Barry Gray         |
| Dia 4  | "Roll With the Changes"                | REO Speedwagon     |
| Dia 5  | "Reelin’ and Rockin"                   | Chuck Berry        |
| Dia 6  | "Roll with It"                         | Steve Winwood      |
| Dia 7  | "Good Times Roll"                      | The Cars           |
| Dia 8  | "Red Rubber Ball"                      | Cyrkle             |
| Dia 9  | "Alice’s Restaurant"                   | Arlo Guthrie       |
| Dia 10 | "Some Guys Have All the Luck"          | Robert Palmer      |
| Dia 11 | "Changes"                              | David Bowie        |
| Dia 12 | "Break on Through (To the Other Side)" | The Doors          |
| Dia 13 | "Shooting Star"                        | Bad Company        |
| Dia 14 | "Stay"                                 | Jackson Browne     |
| Dia 15 | "Return to Sender"                     | Elvis Presley      |
| Dia 16 | "Should I Stay or Should I Go"         | The Clash          |
| Dia 17 | "Nobody Does It Better"                | Carly Simon        |
| Dia 18 | "Please Come Home For Christmas"       | Sawyer Brown       |